# Motor Control Center

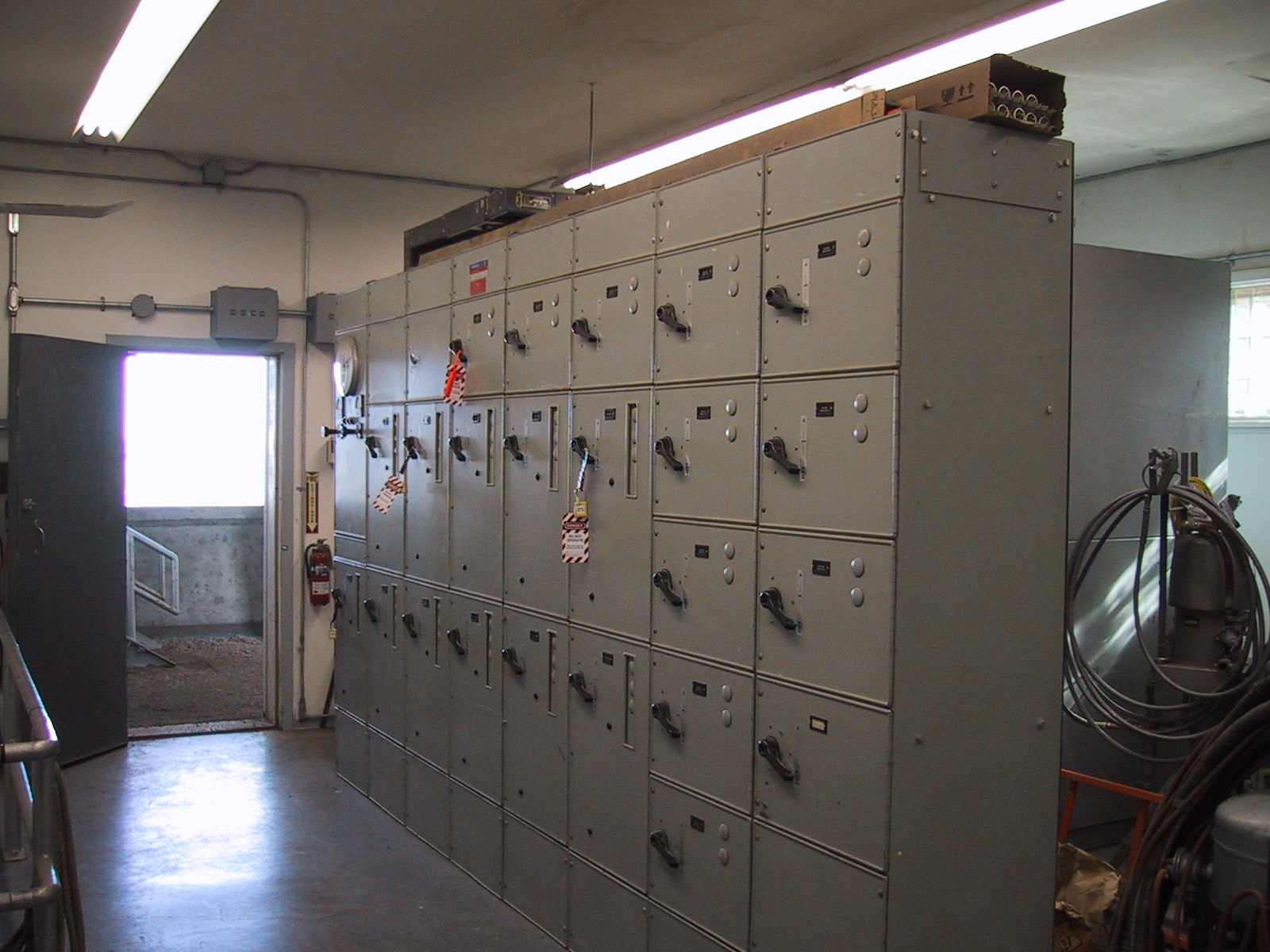
MCC de principios de los años 60, para control de motores a 480 VAC

Motor Control Center (MCC) (en español: centro de control de motores) es un cuadro eléctrico para control de motores eléctricos u otras cargas eléctricas, entendiendo como control su encendido, su apagado y sus funciones de protección, todo concentrado en un solo encerramiento. Un MCC puede contener varias gavetas de control, desde donde se da suministro eléctrico a varios motores o cargas eléctricas.
La característica principal de un MCC es que es una estructura típica para el respectivo fabricante, modular, constituida de barrajes eléctricos y de gavetas. Esta tecnología representan una solución para unificar los puntos de distribución de las diversas cargas eléctricas de las instalaciones en donde se hace uso de la electricidad. Estos equipos se instalan en instalaciones industriales o comerciales, en cuartos dedicados que cumplen con características técnicas requeridas por la regulación nacional local de donde se explote su uso.
El uso de los MCCs es ventajosa si se considera que permite realizar intervenciones de operación y  mantenimiento o modificaciones o ampliaciones según se requiera.
Un MCC consiste de múltiples secciones encerradas, compartiendo un barraje principal y bifurcándose en columnas para dar suministro eléctrico a las distintas gavetas. Las gavetas a su vez consisten de arrancadores de motores, fusibles, interruptores o desconectadores. Un MCC puede incluir también pulsadores, testigos luminosos, variadores de frecuencia, PLCs y equipos de medición. Se pueden encontrar MCCs en donde se combina los elementos de conmutación y seccionamiento de la alimentación principal.

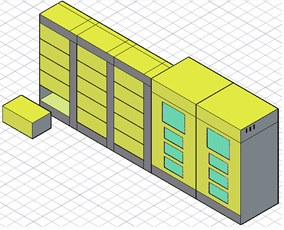
Representación de un MCC con diversas gavetas y con interruptores y elementos de control de la entrada

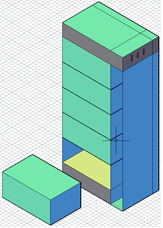
Representación esquemática de una columna de MCC

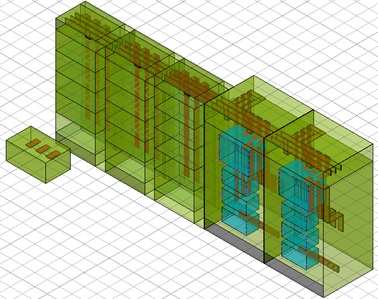
Representación esquemática de la disposición de barrajes al interno de un MCC

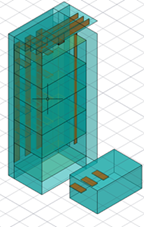
Representación esquemática de disposición de elementos en una columna de MCC

## Niveles de tensión
Los MCCs son utilizados normalmente en instalaciones de baja tensión (menores a 1000 V), de sistemas eléctricos trifásicos. Se encuentran también en la industria equipos llamados MCC para motores de media tensión (2.3, 4.16, 6.6 o 13.2 kV en niveles de tensión de acuerdo con ANSI), en donde se usan contactores en vacío como elementos de interrupción de la corriente y de división de compartimentos entre la parte de potencia y de control.

## Componentes
Un MCC consiste de una o más secciones verticales (columnas) con un barraje eléctrico principal que lo interconecta con las distintas columnas y un barraje secundario, en donde se distribuye la energía a las distintas gavetas. Las gavetas pueden ser fijas o removibles, dependiendo de los tamaños, funciones y especificaciones de los equipos.
Las gavetas pueden tener contactores, relés de protección, fusibles o interruptores, todo con el propósito de establecer el flujo de corriente, brindar protección a los cables y a las cargar, y brindar una interfaz con el usuario que permita el encendido, apagado y protección de los usuarios eléctricos. 
A cada una de las gavetas o elementos de conmutación, que obtienen su suministro de los barrajes secundarios del MCC, se conectan los usuarios de forma que puedan contar con las funciones descritas.

## Especificaciones
Las especificaciones de un MCC varían ampliamente, encontrándose en el mercado una gran cantidad de posibilidades para su configuración y para el cumplimiento de los requerimientos del usuario final.
Un MCC puede ser suministrado como un elemento listo para conectar en campo, teniendo todas sus funciones para instalar y conectar directamente a las cargas a las cuales servirá o puede ser personalizado con elementos de control de bloqueo, elementos de control, entre otros.

## Protección contrafuego
Los MCCs se instalan usualmente en piso, los cuales se requiere normalmente sean resistentes al fuego. Para complementar esta protección, se requiere que la entrada / salida de los cables que se conectan al MCC sean tapados por barreras contrafuego adecuadas, que eviten que por esta trayectoria se expandan los incendios.